# D'Alviano
La dinastia D'Alviano, i cui membri furono noti anche come gli Alviani o Liviani, fu una famiglia nobiliare originaria dell'Umbria, che prese il nome dal Castello di Alviano, di cui furono i feudatari. Insieme ad Alviano, altro feudo di famiglia fu principalmente Riofreddo.
Fondatore del casato fu Faroldo, figlio di Offreduccio di Buonconte e vissuto alla fine del XII secolo. Tra i suoi membri, oltre ai vari signori, podestà e capitani del popolo, l'esponente più illustre fu senz'altro Bartolomeo d'Alviano, famoso condottiero, signore di Alviano e Pordenone: sotto di lui la famiglia ottenne lustro tramite le sue imprese militari e ottenne nuove terre, come la Contea di Manoppello e il Ducato di Bucchianico.
La famiglia si estinse nel 1537.

## Storia

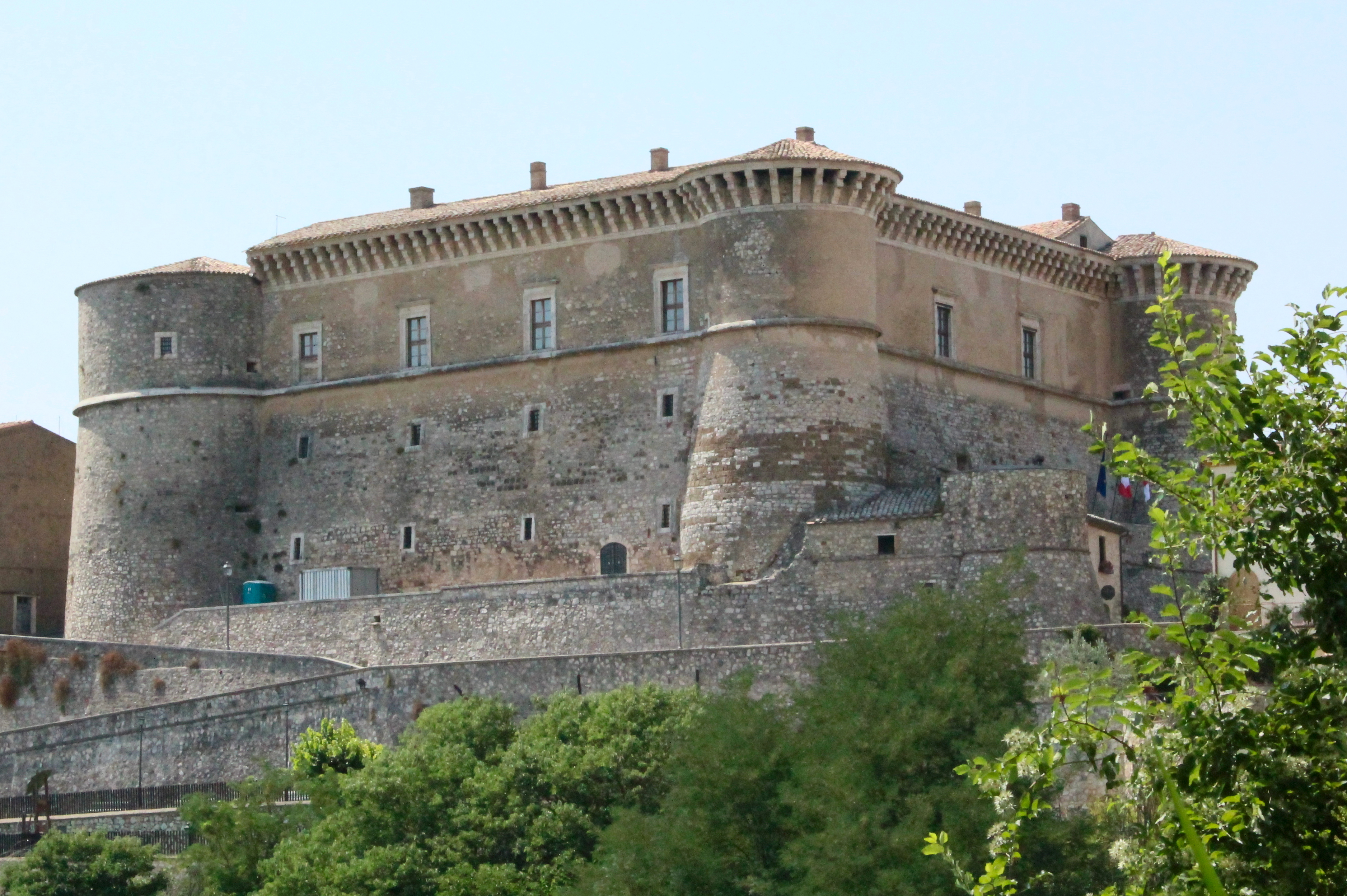
Il Castello di Alviano nell'omonimo comune

Originaria della regione dell'Umbria, nel cuore della penisola italiana, la famiglia prese il nome da un piccolo borgo locale di nome Alviano (oggi facente parte della Provincia di Terni), del cui castello cittadino la famiglia n'era feudataria.
La famiglia viene fatta discendere da un certo Faroldo, figlio di Offreduccio di Buonconte, appartenente ad un'antica famiglia. L'uomo visse alla fine del XII secolo.
Da Faroldo nacquero due figli maschi, Andrea e Uffreduccio, tramite i cui figli si formarono le due principali ramificazioni del casato. La discendenza di Andrea, continuata dai tre figli Francesco, Ermenuzio e Andreuzzo, dovrebbe essersi estinta nel 1438 con la morte senza figli di un altro Andrea, figlio di Corrado di Uffreduccio di Francesco d'Alviano. Ben più longeva sorte ebbe invece l'altra linea.
Uffreduccio di Faroldo fu signore di Alviano e di altre terre umbre, confermategli con bolla pontificia nel 1248 da papa Innocenzo IV, e fu capitano del popolo di Orvieto nel 1261. La discendenza di Uffreduccio, avuta dalla moglie Claudia Castelli di Terni, continuò fino al XVI secolo, superando per lustro e durata quella del fratello Andrea.
Dei sei figli di Uffreduccio si ricordano: Ugolinaccio, signore d'Alviano e vicario del padre ad Orvieto nel 1261; il militare Ugolino, podestà di Civitavecchia nel 1301, capitano del popolo (1312) e podestà (1322) di Orvieto; Giordano, podestà di Amelia nel 1333.
La dinastia continuò principalmente tramite i figli di Ugolinaccio, che si sottomisero con i propri castelli al comune di Orvieto. Tra i discendenti si riscontrano altri signori, militari, podestà, capitani, vicari. Di questi si ricordano: Tommaso, che svolse vari incarichi e che ottenne in vicariato da papa Bonifacio IX il castello di Lugnano, per sé, figli e nipoti fino alla terza generazione, e il castello di Porchiano; Luigi, che ottenne la signoria di Porziano da papa Innocenzo VII nel 1405; Pandolfo, un abate, che fu creato vescovo della Diocesi di Camerino nel 1432. Altri possedimenti comprendono l'acquisto di tre parti del castello di Attigliano.

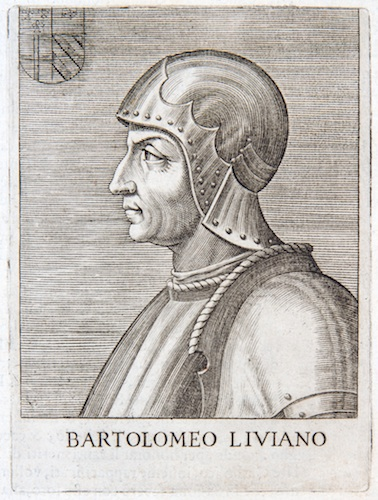
Ritratto postumo ad acquaforte di Bartolomeo d'Alviano

Ma tra tutti i membri di questa famiglia, il più illustre e potente fu senza alcun dubbio il condottiero e signore Bartolomeo d'Alviano, figlio di Francesco di Ugolino di Tommaso e discendente direttamente da Ugolinaccio. Combatté come mercenario al soldo dello Stato Pontificio, dell'Aragona, di Venezia e della Francia, partecipando a molti scontri armati importanti come la Battaglia del Garigliano, quella di Cadore, quella di Agnadello, quella de La Motta e quella di Marignano. Avendola sconfitta, ottenne in dono la signoria della città di Pordenone ed ottenne anche la Contea di Manoppello e il Ducato di Bucchianico. Inoltre, a lui si devono le modifiche e la fortificazione del Castello di Alviano. Morì a Ghedi il 7 ottobre 1515.
Dai matrimoni di Bartolomeo con Bartolomea Orsini di Bracciano e Pantasilea Baglioni di Perugia nacquero cinque figlie e due figli (Angelo e Livio Attilio). Tuttavia, la fine della dinastia fu rapida: Angelo morì pupillo e Livio Attilio venne assassinato in battaglia a soli 22 anni nel 1537.
Con la morte senza eredi di Livio Attilio, la famiglia poté definirsi estinta.
Dopo l'estinzione della dinastia, il feudo familiare storico di Alviano venne fatto annettere da papa Paolo III al Ducato di Castro: infatti, le sorelle Lucrezia e Isabella, figlie di Bartolomeo, cedettero le terre ereditate dal padre e la giurisdizione di Alviano al suddetto pontefice Farnese. Pordenone, invece, morto Livio Attilio, ritornò sotto il dominio diretto della Repubblica di Venezia.

## Genealogia
Fonti:
|                                                |                                                |                                                      |                                                      |                       |                                             |                                             |                                         | | |                                                                    |                                                                    |                                                   |                                                   |                                      |                                                              |                                                              |                                                                              |                                                                                  |                                                                                  |                                                                          |                             |                               |                               |                                                        |                                                        |                                              |                                                                           |                                                                           |                                                       |                                                       |                                 |                                 |       |       |                                            |                                            |                               |                               |                                   |                                   |                                   |                                   |                         |      |                                                       |                                                       |                                   |                                                                          |                                                                          |         |                          |                          |          |          |                                |                                |         |         |
|                                                |                                                |                                                      |                                                      |                       |                                             |                                             |                                         | | |                                                                    |                                                                    |                                                   |                                                   |                                      |                                                              |                                                              |                                                                              |                                                                                  |                                                                                  |                                                                          |                             |                               |                               |                                                        |                                                        |                                              |                                                                           |                                                                           |                                                       | Buonconte                                             |                                 |                                 |       |       |                                            |                                            |                               |                               |                                   |                                   |                                   |                                   |                         |      |                                                       |                                                       |                                   |                                                                          |                                                                          |         |                          |                          |          |          |                                |                                |         |         |
|                                                |                                                |                                                      |                                                      |                       |                                             |                                             |                                         | | |                                                                    |                                                                    |                                                   |                                                   |                                      |                                                              |                                                              |                                                                              |                                                                                  |                                                                                  |                                                                          |                             |                               |                               |                                                        |                                                        |                                              |                                                                           |                                                                           |                                                       |                                                       |                                 |                                 |       |       |                                            |                                            |                               |                               |                                   |                                   |                                   |                                   |                         |      |                                                       |                                                       |                                   |                                                                          |                                                                          |         |                          |                          |          |          |                                |                                |         |         |
|                                                |                                                |                                                      |                                                      |                       |                                             |                                             |                                         | | |                                                                    |                                                                    |                                                   |                                                   |                                      |                                                              |                                                              |                                                                              |                                                                                  |                                                                                  |                                                                          |                             |                               |                               |                                                        |                                                        |                                              |                                                                           |                                                                           |                                                       |                                                       |                                 |                                 |       |       |                                            |                                            |                               |                               |                                   |                                   |                                   |                                   |                         |      |                                                       |                                                       |                                   |                                                                          |                                                                          |         |                          |                          |          |          |                                |                                |         |         |
|                                                |                                                |                                                      |                                                      |                       |                                             |                                             |                                         | | |                                                                    |                                                                    |                                                   |                                                   |                                      |                                                              |                                                              |                                                                              |                                                                                  |                                                                                  |                                                                          |                             |                               |                               |                                                        |                                                        |                                              |                                                                           |                                                                           |                                                       | Offreduccio                                           |                                 |                                 |       |       |                                            |                                            |                               |                               |                                   |                                   |                                   |                                   |                         |      |                                                       |                                                       |                                   |                                                                          |                                                                          |         |                          |                          |          |          |                                |                                |         |         |
|                                                |                                                |                                                      |                                                      |                       |                                             |                                             |                                         | | |                                                                    |                                                                    |                                                   |                                                   |                                      |                                                              |                                                              |                                                                              |                                                                                  |                                                                                  |                                                                          |                             |                               |                               |                                                        |                                                        |                                              |                                                                           |                                                                           |                                                       |                                                       |                                 |                                 |       |       |                                            |                                            |                               |                               |                                   |                                   |                                   |                                   |                         |      |                                                       |                                                       |                                   |                                                                          |                                                                          |         |                          |                          |          |          |                                |                                |         |         |
|                                                |                                                |                                                      |                                                      |                       |                                             |                                             |                                         | | |                                                                    |                                                                    |                                                   |                                                   |                                      |                                                              |                                                              |                                                                              |                                                                                  |                                                                                  |                                                                          |                             |                               |                               |                                                        |                                                        |                                              |                                                                           |                                                                           |                                                       |                                                       |                                 |                                 |       |       |                                            |                                            |                               |                               |                                   |                                   |                                   |                                   |                         |      |                                                       |                                                       |                                   |                                                                          |                                                                          |         |                          |                          |          |          |                                |                                |         |         |
|                                                |                                                |                                                      |                                                      |                       |                                             |                                             |                                         | | |                                                                    |                                                                    |                                                   |                                                   |                                      |                                                              |                                                              |                                                                              |                                                                                  |                                                                                  |                                                                          |                             |                               |                               |                                                        |                                                        |                                              |                                                                           |                                                                           |                                                       | Farolfo                                               |                                 |                                 |       |       |                                            |                                            |                               |                               |                                   |                                   |                                   |                                   |                         |      |                                                       |                                                       |                                   |                                                                          |                                                                          |         |                          |                          |          |          |                                |                                |         |         |
|                                                |                                                |                                                      |                                                      |                       |                                             |                                             |                                         | | |                                                                    |                                                                    |                                                   |                                                   |                                      |                                                              |                                                              |                                                                              |                                                                                  |                                                                                  |                                                                          |                             |                               |                               |                                                        |                                                        |                                              |                                                                           |                                                                           |                                                       |                                                       |                                 |                                 |       |       |                                            |                                            |                               |                               |                                   |                                   |                                   |                                   |                         |      |                                                       |                                                       |                                   |                                                                          |                                                                          |         |                          |                          |          |          |                                |                                |         |         |
|                                                |                                                |                                                      |                                                      |                       |                                             |                                             |                                         | | |                                                                    |                                                                    |                                                   |                                                   |                                      |                                                              |                                                              |                                                                              |                                                                                  |                                                                                  |                                                                          |                             |                               |                               |                                                        |                                                        |                                              |                                                                           |                                                                           |                                                       |                                                       |                                 |                                 |       |       |                                            |                                            |                               |                               |                                   |                                   |                                   |                                   |                         |      |                                                       |                                                       |                                   |                                                                          |                                                                          |         |                          |                          |          |          |                                |                                |         |         |
|                                                |                                                |                                                      |                                                      |                       |                                             |                                             |                                         | | |                                                                    |                                                                    |                                                   |                                                   |                                      |                                                              |                                                              |                                                                              |                                                                                  | Uffreduccio feudatario e capitano del popolo ⚭ Claudia Castelli di Terni         | Uffreduccio feudatario e capitano del popolo ⚭ Claudia Castelli di Terni |                             |                               |                               |                                                        |                                                        |                                              |                                                                           |                                                                           |                                                       |                                                       |                                 |                                 |       |       |                                            |                                            |                               |                               |                                   |                                   |                                   | Andrea vivente nel 1232           | Andrea vivente nel 1232 |      |                                                       |                                                       |                                   |                                                                          |                                                                          |         |                          |                          |          |          |                                |                                |         |         |
|                                                |                                                |                                                      |                                                      |                       |                                             |                                             |                                         | | |                                                                    |                                                                    |                                                   |                                                   |                                      |                                                              |                                                              |                                                                              |                                                                                  |                                                                                  |                                                                          |                             |                               |                               |                                                        |                                                        |                                              |                                                                           |                                                                           |                                                       |                                                       |                                 |                                 |       |       |                                            |                                            |                               |                               |                                   |                                   |                                   |                                   |                         |      |                                                       |                                                       |                                   |                                                                          |                                                                          |         |                          |                          |          |          |                                |                                |         |         |
|                                                |                                                |                                                      |                                                      |                       |                                             |                                             |                                         | | |                                                                    |                                                                    |                                                   |                                                   |                                      |                                                              |                                                              |                                                                              |                                                                                  |                                                                                  |                                                                          |                             |                               |                               |                                                        |                                                        |                                              |                                                                           |                                                                           |                                                       |                                                       |                                 |                                 |       |       |                                            |                                            |                               |                               |                                   |                                   |                                   |                                   |                         |      |                                                       |                                                       |                                   |                                                                          |                                                                          |         |                          |                          |          |          |                                |                                |         |         |
|                                                |                                                |                                                      |                                                      |                       |                                             |                                             |                                         | Ugolino militare, podestà e capitano del popolo                                                              | Ugolino militare, podestà e capitano del popolo                                                              | Ugolinaccio signore d'Alviano e vicario ⚭ Petruccia di Monte Marte | Ugolinaccio signore d'Alviano e vicario ⚭ Petruccia di Monte Marte |                                                   |                                                   |                                      |                                                              |                                                              |                                                                              |                                                                                  |                                                                                  |                                                                          | Tolo ⚭ Francesca            | Tolo ⚭ Francesca              | Napoleone vivente nel 1316    | Napoleone vivente nel 1316                             |                                                        | Corrado vivente nel 1278                     | Corrado vivente nel 1278                                                  |                                                                           |                                                       | Giordano podestà di Amelia                            | Giordano podestà di Amelia      |                                 |       |       |                                            |                                            | Francesco feudatario ⚭ Onoria | Francesco feudatario ⚭ Onoria |                                   |                                   |                                   | Ermenuzio                         | Ermenuzio               |      |                                                       |                                                       |                                   | Andreuzzo vivente nel 1296                                               | Andreuzzo vivente nel 1296                                               |         |                          |                          |          |          |                                |                                |         |         |
|                                                |                                                |                                                      |                                                      |                       |                                             |                                             |                                         | | |                                                                    |                                                                    |                                                   |                                                   |                                      |                                                              |                                                              |                                                                              |                                                                                  |                                                                                  |                                                                          |                             |                               |                               |                                                        |                                                        |                                              |                                                                           |                                                                           |                                                       |                                                       |                                 |                                 |       |       |                                            |                                            |                               |                               |                                   |                                   |                                   |                                   |                         |      |                                                       |                                                       |                                   |                                                                          |                                                                          |         |                          |                          |          |          |                                |                                |         |         |
|                                                |                                                |                                                      |                                                      |                       |                                             |                                             |                                         | | |                                                                    |                                                                    |                                                   |                                                   |                                      |                                                              |                                                              |                                                                              |                                                                                  |                                                                                  |                                                                          |                             |                               |                               |                                                        |                                                        |                                              |                                                                           |                                                                           |                                                       |                                                       |                                 |                                 |       |       |                                            |                                            |                               |                               |                                   |                                   |                                   |                                   |                         |      |                                                       |                                                       |                                   |                                                                          |                                                                          |         |                          |                          |          |          |                                |                                |         |         |
|                                                |                                                | Uffreduccio feudatario, capitano e podestà ⚭ Foresta | Uffreduccio feudatario, capitano e podestà ⚭ Foresta |                       | Contuccio                                   | Contuccio                                   |                                         | Niccolò | Niccolò |                                                                    | Ugolino militare ⚭ Gemma                                           | Ugolino militare ⚭ Gemma                          | Giacomo                                           | Giacomo                              | Giovanna ⚭ Conte di Corbara                                  | Giovanna ⚭ Conte di Corbara                                  | Tommaso vicario, rettore e commissario                                       | Tommaso vicario, rettore e commissario                                           | Ferma ⚭ Andrea Cesi                                                              | Ferma ⚭ Andrea Cesi                                                      | Pellegrino                  | Pellegrino                    | Contuccio                     | Contuccio                                              | Contuccio vivente nel 1296                             | Contuccio vivente nel 1296                   | Andrea                                                                    | Andrea                                                                    |                                                       | Giovanni, detto "Corraduccio"                         | Giovanni, detto "Corraduccio"   |                                 |       |       | Giannotto militare, capitano, gonfaloniere | Giannotto militare, capitano, gonfaloniere |                               |                               | Uffreduccio feudatario e militare | Uffreduccio feudatario e militare | Antonio vivente nel 1315          | Antonio vivente nel 1315          | Maso                    | Maso | Angelo                                                | Angelo                                                | Trojano vivente nel 1315          | Trojano vivente nel 1315                                                 |                                                                          |         | Colazio vivente nel 1338 | Colazio vivente nel 1338 |          |          | Cecchino governatore di Amelia | Cecchino governatore di Amelia |         |         |
|                                                |                                                |                                                      |                                                      |                       |                                             |                                             |                                         | | |                                                                    |                                                                    |                                                   |                                                   |                                      |                                                              |                                                              |                                                                              |                                                                                  |                                                                                  |                                                                          |                             |                               |                               |                                                        |                                                        |                                              |                                                                           |                                                                           |                                                       |                                                       |                                 |                                 |       |       |                                            |                                            |                               |                               |                                   |                                   |                                   |                                   |                         |      |                                                       |                                                       |                                   |                                                                          |                                                                          |         |                          |                          |          |          |                                |                                |         |         |
|                                                |                                                |                                                      |                                                      |                       |                                             |                                             |                                         | | |                                                                    |                                                                    |                                                   |                                                   |                                      |                                                              |                                                              |                                                                              |                                                                                  |                                                                                  |                                                                          |                             |                               |                               |                                                        |                                                        |                                              |                                                                           |                                                                           |                                                       |                                                       |                                 |                                 |       |       |                                            |                                            |                               |                               |                                   |                                   |                                   |                                   |                         |      |                                                       |                                                       |                                   |                                                                          |                                                                          |         |                          |                          |          |          |                                |                                |         |         |
|                                                | Giovanni vivente nel 1364                      | Giovanni vivente nel 1364                            | Napoleone rettore                                    | Napoleone rettore     | Polione vivente nel 1404                    | Polione vivente nel 1404                    | Giovanna ⚭ Luca di Bernardo Monaldeschi | Giovanna ⚭ Luca di Bernardo Monaldeschi                                                                      | Francesco † 1395                                                                                             | Francesco † 1395                                                   | Uffreduccio vivente nel 1380                                       | Uffreduccio vivente nel 1380                      | Violante monaca                                   | Violante monaca                      | Francesca ⚭ Cataluccio di Bisenzo ⚭ Giacomo Orsini di Marino | Francesca ⚭ Cataluccio di Bisenzo ⚭ Giacomo Orsini di Marino | Corrado rettore e militare ⚭ Caterina Monaldeschi ⚭ Isabella Orsini di Soana | Corrado rettore e militare ⚭ Caterina Monaldeschi ⚭ Isabella Orsini di Soana     |                                                                                  |                                                                          |                             |                               |                               |                                                        | Foresta ⚭ Bortolomeo degli Atti                        | Foresta ⚭ Bortolomeo degli Atti              |                                                                           |                                                                           | Conticino ⚭ Filippa di Francesco di Trojano d'Alviano | Conticino ⚭ Filippa di Francesco di Trojano d'Alviano | Giacomo ⚭ Francesca Monaldeschi | Giacomo ⚭ Francesca Monaldeschi | Mario | Mario | Francesco feudatario e militare            | Francesco feudatario e militare            | Mattea ⚭ Severo Marabottino   | Mattea ⚭ Severo Marabottino   | Corrado † 1383 (?)                | Corrado † 1383 (?)                | Colazio ⚭ Pantasilea di Civitella | Colazio ⚭ Pantasilea di Civitella |                         |      |                                                       | Nicola canonico, vivente nel 1349                     | Nicola canonico, vivente nel 1349 | Francesco podestà e capitano del popolo ⚭ Gentilesca Farnese di Ancarano | Francesco podestà e capitano del popolo ⚭ Gentilesca Farnese di Ancarano |         | Antonio † 1396           | Antonio † 1396           |          |          | Uffreduccio † ante 1387        | Uffreduccio † ante 1387        |         |         |
|                                                |                                                |                                                      |                                                      |                       |                                             |                                             |                                         | | |                                                                    |                                                                    |                                                   |                                                   |                                      |                                                              |                                                              |                                                                              |                                                                                  |                                                                                  |                                                                          |                             |                               |                               |                                                        |                                                        |                                              |                                                                           |                                                                           |                                                       |                                                       |                                 |                                 |       |       |                                            |                                            |                               |                               |                                   |                                   |                                   |                                   |                         |      |                                                       |                                                       |                                   |                                                                          |                                                                          |         |                          |                          |          |          |                                |                                |         |         |
|                                                |                                                |                                                      |                                                      |                       |                                             |                                             |                                         | | |                                                                    |                                                                    |                                                   |                                                   |                                      |                                                              |                                                              |                                                                              |                                                                                  |                                                                                  |                                                                          |                             |                               |                               |                                                        |                                                        |                                              |                                                                           |                                                                           |                                                       |                                                       |                                 |                                 |       |       |                                            |                                            |                               |                               |                                   |                                   |                                   |                                   |                         |      |                                                       |                                                       |                                   |                                                                          |                                                                          |         |                          |                          |          |          |                                |                                |         |         |
|                                                |                                                |                                                      |                                                      |                       |                                             |                                             |                                         | Pandolfo † 1437 abate, protonotario, commissario e vescovo di Camerino                                       | Pandolfo † 1437 abate, protonotario, commissario e vescovo di Camerino                                       | Luigi signore di Porziano                                          | Luigi signore di Porziano                                          | Ugolino feudatario, militare e rettore ⚭ Lodovica | Ugolino feudatario, militare e rettore ⚭ Lodovica |                                      |                                                              |                                                              | Giacoma ⚭ Giacomo, conte di Baschi                                           | Giacoma ⚭ Giacomo, conte di Baschi                                               |                                                                                  |                                                                          |                             | Natalina ⚭ Ribelio degli Atti | Natalina ⚭ Ribelio degli Atti |                                                        |                                                        |                                              | Pileo militare e signore di Porziano ⚭ Clemenza di Ciarfaglia de' Braschi | Pileo militare e signore di Porziano ⚭ Clemenza di Ciarfaglia de' Braschi | Egidia ⚭ Bortolomeo de' Braschi                       | Egidia ⚭ Bortolomeo de' Braschi                       | Giacoma ⚭ Giacomo degli Oddi    | Giacoma ⚭ Giacomo degli Oddi    |       |       |                                            |                                            |                               |                               | Andrea † 1438                     | Andrea † 1438                     |                                   |                                   |                         |      | Filippa ⚭ Conticino di Giovanni di Giordano d'Alviano | Filippa ⚭ Conticino di Giovanni di Giordano d'Alviano | Giovanni † post 1393              | Giovanni † post 1393                                                     | Stefano                                                                  | Stefano | Giacoma † post 1393      | Giacoma † post 1393      | Giovanni | Giovanni | Pietro                         | Pietro                         | Scolaro | Scolaro |
|                                                |                                                |                                                      |                                                      |                       |                                             |                                             |                                         | | |                                                                    |                                                                    |                                                   |                                                   |                                      |                                                              |                                                              |                                                                              |                                                                                  |                                                                                  |                                                                          |                             |                               |                               |                                                        |                                                        |                                              |                                                                           |                                                                           |                                                       |                                                       |                                 |                                 |       |       |                                            |                                            |                               |                               |                                   |                                   |                                   |                                   |                         |      |                                                       |                                                       |                                   |                                                                          |                                                                          |         |                          |                          |          |          |                                |                                |         |         |
|                                                |                                                |                                                      |                                                      |                       |                                             |                                             |                                         | | |                                                                    |                                                                    |                                                   |                                                   |                                      |                                                              |                                                              |                                                                              |                                                                                  |                                                                                  |                                                                          |                             |                               |                               |                                                        |                                                        |                                              |                                                                           |                                                                           |                                                       |                                                       |                                 |                                 |       |       |                                            |                                            |                               |                               |                                   |                                   |                                   |                                   |                         |      |                                                       |                                                       |                                   |                                                                          |                                                                          |         |                          |                          |          |          |                                |                                |         |         |
|                                                |                                                | Corrado militare ⚭ Millia Monaldeschi                | Corrado militare ⚭ Millia Monaldeschi                |                       | Volante † 1487 ⚭ Uguccione, conte di Baschi | Volante † 1487 ⚭ Uguccione, conte di Baschi |                                         | Girolama | Girolama |                                                                    |                                                                    | Francesco ⚭ Isabella degli Atti                   | Francesco ⚭ Isabella degli Atti                   |                                      |                                                              |                                                              |                                                                              |                                                                                  |                                                                                  |                                                                          |                             |                               | Tommaso ⚭ Peria               | Tommaso ⚭ Peria                                        | Luigi pupillo nel 1432, morto dopo il 1436             | Luigi pupillo nel 1432, morto dopo il 1436   | Orlando pupillo nel 1432, morto dopo il 1436                              | Orlando pupillo nel 1432, morto dopo il 1436                              | Elena pupilla nel 1432, morta dopo il 1436            | Elena pupilla nel 1432, morta dopo il 1436            |                                 |                                 |       |       |                                            |                                            |                               |                               |                                   |                                   |                                   |                                   |                         |      |                                                       |                                                       |                                   |                                                                          |                                                                          |         |                          |                          |          |          |                                |                                |         |         |
|                                                |                                                |                                                      |                                                      |                       |                                             |                                             |                                         | | |                                                                    |                                                                    |                                                   |                                                   |                                      |                                                              |                                                              |                                                                              |                                                                                  |                                                                                  |                                                                          |                             |                               |                               |                                                        |                                                        |                                              |                                                                           |                                                                           |                                                       |                                                       |                                 |                                 |       |       |                                            |                                            |                               |                               |                                   |                                   |                                   |                                   |                         |      |                                                       |                                                       |                                   |                                                                          |                                                                          |         |                          |                          |          |          |                                |                                |         |         |
|                                                |                                                |                                                      |                                                      |                       |                                             |                                             |                                         | | |                                                                    |                                                                    |                                                   |                                                   |                                      |                                                              |                                                              |                                                                              |                                                                                  |                                                                                  |                                                                          |                             |                               |                               |                                                        |                                                        |                                              |                                                                           |                                                                           |                                                       |                                                       |                                 |                                 |       |       |                                            |                                            |                               |                               |                                   |                                   |                                   |                                   |                         |      |                                                       |                                                       |                                   |                                                                          |                                                                          |         |                          |                          |          |          |                                |                                |         |         |
| Lodovica ⚭ Girolamo Orsini, signore di Mugnano | Lodovica ⚭ Girolamo Orsini, signore di Mugnano | Pandolfo militare                                    | Pandolfo militare                                    | Gianrinaldo abate     | Gianrinaldo abate                           | Bernardino abate                            | Bernardino abate                        | Bartolomeo † 1515 condottiero e feudatario ⚭ Bartolomea Orsini di Bracciano ⚭ Pantasilea Baglioni di Perugia | Bartolomeo † 1515 condottiero e feudatario ⚭ Bartolomea Orsini di Bracciano ⚭ Pantasilea Baglioni di Perugia |                                                                    |                                                                    |                                                   | Orsola ⚭ Nicola, conte di Antignola               | Orsola ⚭ Nicola, conte di Antignola  |                                                              |                                                              |                                                                              | Luigi ⚭ Imperia di Troilo Orsini di Camponese ⚭ Cornelia Baglioni di Castelpiero | Luigi ⚭ Imperia di Troilo Orsini di Camponese ⚭ Cornelia Baglioni di Castelpiero |                                                                          |                             | Bernoldo                      | Bernoldo                      | Andrea ⚭ Girolama Orsina di Troilo Orsini di Camponese | Andrea ⚭ Girolama Orsina di Troilo Orsini di Camponese |                                              |                                                                           |                                                                           |                                                       |                                                       |                                 |                                 |       |       |                                            |                                            |                               |                               |                                   |                                   |                                   |                                   |                         |      |                                                       |                                                       |                                   |                                                                          |                                                                          |         |                          |                          |          |          |                                |                                |         |         |
|                                                |                                                |                                                      |                                                      |                       |                                             |                                             |                                         | | |                                                                    |                                                                    |                                                   |                                                   |                                      |                                                              |                                                              |                                                                              |                                                                                  |                                                                                  |                                                                          |                             |                               |                               |                                                        |                                                        |                                              |                                                                           |                                                                           |                                                       |                                                       |                                 |                                 |       |       |                                            |                                            |                               |                               |                                   |                                   |                                   |                                   |                         |      |                                                       |                                                       |                                   |                                                                          |                                                                          |         |                          |                          |          |          |                                |                                |         |         |
|                                                |                                                |                                                      |                                                      |                       |                                             |                                             |                                         | | |                                                                    |                                                                    |                                                   |                                                   |                                      |                                                              |                                                              |                                                                              |                                                                                  |                                                                                  |                                                                          |                             |                               |                               |                                                        |                                                        |                                              |                                                                           |                                                                           |                                                       |                                                       |                                 |                                 |       |       |                                            |                                            |                               |                               |                                   |                                   |                                   |                                   |                         |      |                                                       |                                                       |                                   |                                                                          |                                                                          |         |                          |                          |          |          |                                |                                |         |         |
|                                                |                                                | Porzia ⚭ Paolo Pietro Monaldeschi della Cervara      | Porzia ⚭ Paolo Pietro Monaldeschi della Cervara      | Isabella morta nubile | Isabella morta nubile                       | Angelo morto pupillo                        | Angelo morto pupillo                    | Livio Attilio * 1514 † 1537 militare ⚭ Marzia di Lodovico Orsini di Nola                                     | Livio Attilio * 1514 † 1537 militare ⚭ Marzia di Lodovico Orsini di Nola                                     | Isabella ⚭ conte Giangiacomo Cesi                                  | Isabella ⚭ conte Giangiacomo Cesi                                  | Laura ⚭ Francesco degli Atti                      | Laura ⚭ Francesco degli Atti                      | Lucrezia ⚭ conte Antonello Zampeschi | Lucrezia ⚭ conte Antonello Zampeschi                         | Maddalena ⚭ Giambattista, conte dell'Anguillara              | Maddalena ⚭ Giambattista, conte dell'Anguillara                              | Aurate ⚭ conte Camillo Martinengo                                                | Aurate ⚭ conte Camillo Martinengo                                                | Giustina ⚭ conte Martinengo                                              | Giustina ⚭ conte Martinengo | Camilla monaca                | Camilla monaca                | Corrado † 1516 ⚭ Jacomella di Matteo Orsini di Mugnano | Corrado † 1516 ⚭ Jacomella di Matteo Orsini di Mugnano | Alessandra ⚭ Giovanni, signore di Sipicciano | Alessandra ⚭ Giovanni, signore di Sipicciano                              |                                                                           |                                                       |                                                       |                                 |                                 |       |       |                                            |                                            |                               |                               |                                   |                                   |                                   |                                   |                         |      |                                                       |                                                       |                                   |                                                                          |                                                                          |         |                          |                          |          |          |                                |                                |         |         |
|                                                |                                                |                                                      |                                                      |                       |                                             |                                             |                                         | | |                                                                    |                                                                    |                                                   |                                                   |                                      |                                                              |                                                              |                                                                              |                                                                                  |                                                                                  |                                                                          |                             |                               |                               |                                                        |                                                        |                                              |                                                                           |                                                                           |                                                       |                                                       |                                 |                                 |       |       |                                            |                                            |                               |                               |                                   |                                   |                                   |                                   |                         |      |                                                       |                                                       |                                   |                                                                          |                                                                          |         |                          |                          |          |          |                                |                                |         |         |
|                                                |                                                |                                                      |                                                      |                       |                                             |                                             |                                         | | |                                                                    |                                                                    |                                                   |                                                   |                                      |                                                              |                                                              |                                                                              |                                                                                  |                                                                                  |                                                                          |                             |                               |                               |                                                        |                                                        |                                              |                                                                           |                                                                           |                                                       |                                                       |                                 |                                 |       |       |                                            |                                            |                               |                               |                                   |                                   |                                   |                                   |                         |      |                                                       |                                                       |                                   |                                                                          |                                                                          |         |                          |                          |          |          |                                |                                |         |         |
|                                                |                                                |                                                      |                                                      |                       |                                             |                                             |                                         | | |                                                                    |                                                                    |                                                   |                                                   |                                      |                                                              |                                                              |                                                                              |                                                                                  |                                                                                  |                                                                          |                             |                               |                               | Guidone [illegittimo]                                  |                                                        |                                              |                                                                           |                                                                           |                                                       |                                                       |                                 |                                 |       |       |                                            |                                            |                               |                               |                                   |                                   |                                   |                                   |                         |      |                                                       |                                                       |                                   |                                                                          |                                                                          |         |                          |                          |          |          |                                |                                |         |         |